# LenovoEMC

Früheres Logo von Iomega

LenovoEMC (auch lenovo EMC²), vormals Iomega Corporation, war ein US-amerikanischer Hersteller von Wechselplattenlaufwerken, portablen Speichermedien und Netzwerkspeicherlösungen (NAS).

## Geschichte
Das Unternehmen mit Hauptsitz in San Diego, USA wurde 1980 gegründet. Im Juni 2008 wurde Iomega von der EMC Corporation für 213 Millionen US-Dollar übernommen und war seitdem eine Tochtergesellschaft.
Im Jahr 2012 gründeten EMC und Lenovo ein Joint Venture, unter anderem für Netzwerkspeichersysteme. Diese werden seit Juni 2013 nicht mehr unter der Marke Iomega angeboten, sondern als LenovoEMC. 2015 kaufte Dell EMC, was das Ende des Joint Ventures und damit die Einstellung aller Produkte unter dem Namen LenovoEMC bedeutete.
Anfang der 1990er Jahre verlor die Floppy-Disk, aufgrund des gesteigerten Datenvolumens von Programmen, immer mehr an Bedeutung. Iomega suchte mit seinen Technologien und Produkten über ein Jahrzehnt nach einem geeigneten Nachfolger. Aus wirtschaftlichen Gründen fanden diese Lösungen bei der Industrie kein Interesse und richteten sich daher sehr erfolgreich an die Verbraucher.

## Iomega-Produkte
Das bekannteste Produkt von Iomega war das Zip-Laufwerk, ein Wechselplattenlaufwerk mit anfangs 100 MB, später auch 250 und 750 MB Kapazität. Neben dem Zip-Laufwerk wurden Produkte wie BUZ – eine der ersten multimedialen Schnittstellenkarten zur Videobearbeitung –, das HipZip – ein portabler MP3-Player auf Basis von Clik!-Disketten –, das Jaz-Laufwerk – eines der ersten Wechselplattenlaufwerke mit bis zu 2 GB Kapazität – und das Ditto-Bandlaufwerk auf den Markt gebracht.
Mit zunehmender Verbreitung von USB-Speichersticks verschwand das nicht mehr konkurrenzfähige, proprietäre Angebot von Iomega vom Markt und die Firma geriet ins Straucheln. Die spätere Produktpalette von LenovoEMC umfasste dann Standardgeräte für den Heimgebrauch wie auch NAS-Produkte für Großunternehmen.

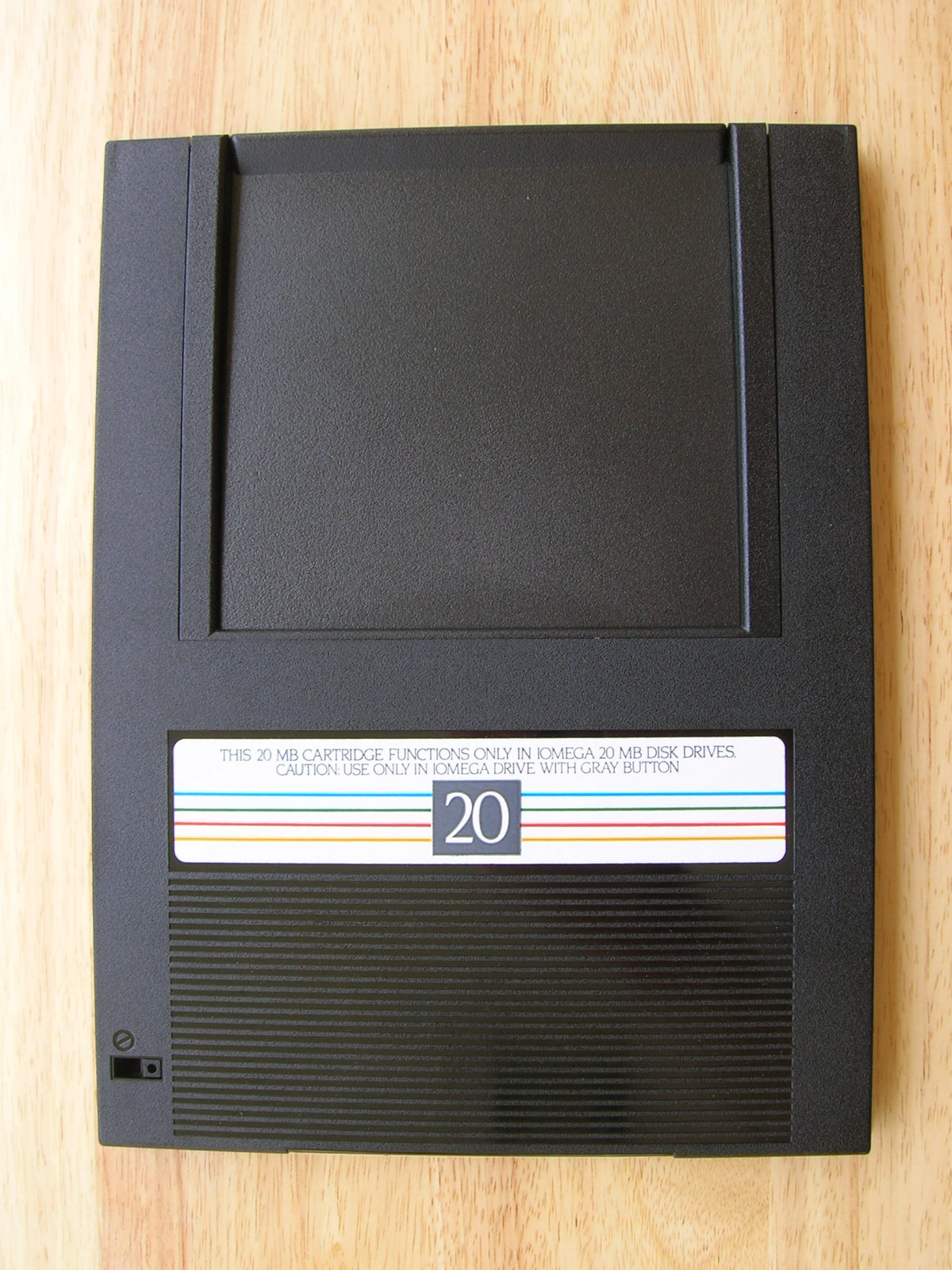
Bernoulli Box (20 MB)
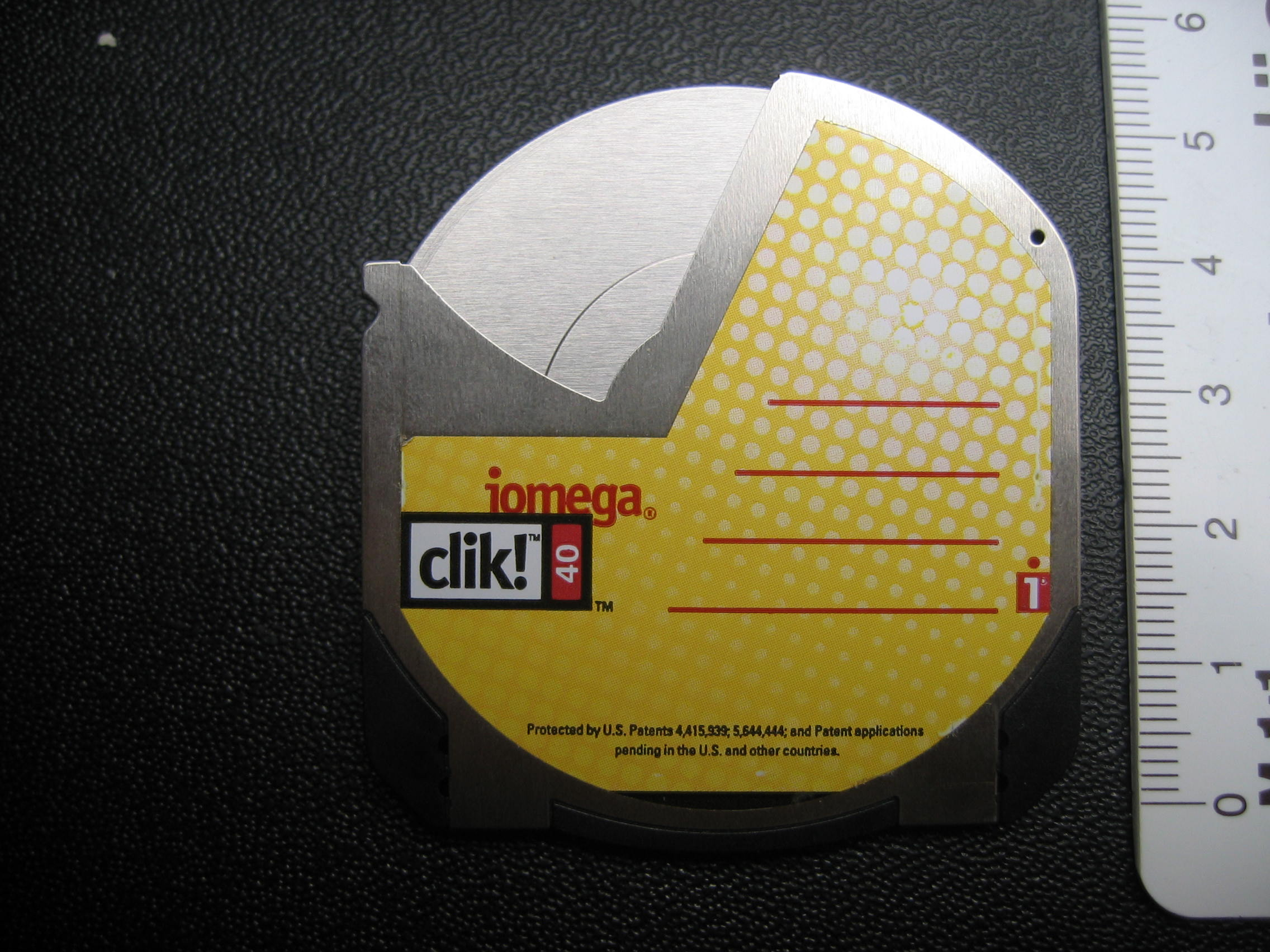
Iomega Clik! (40 MB)
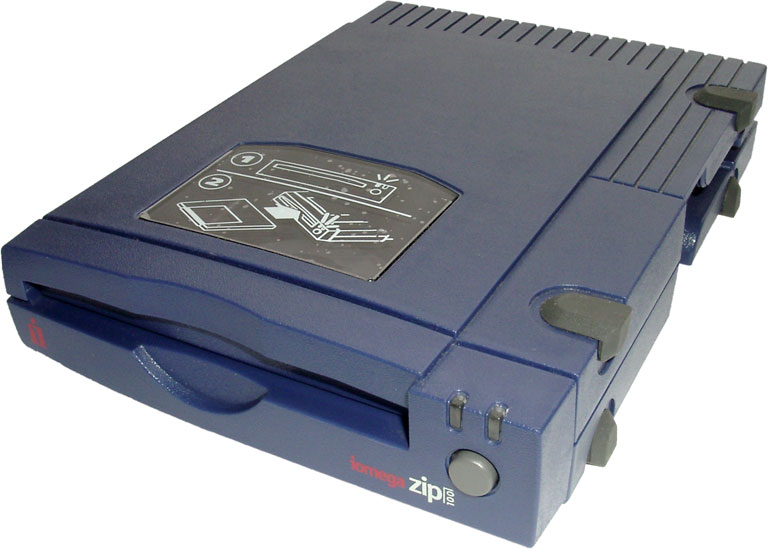
Iomega Zip (100 MB)
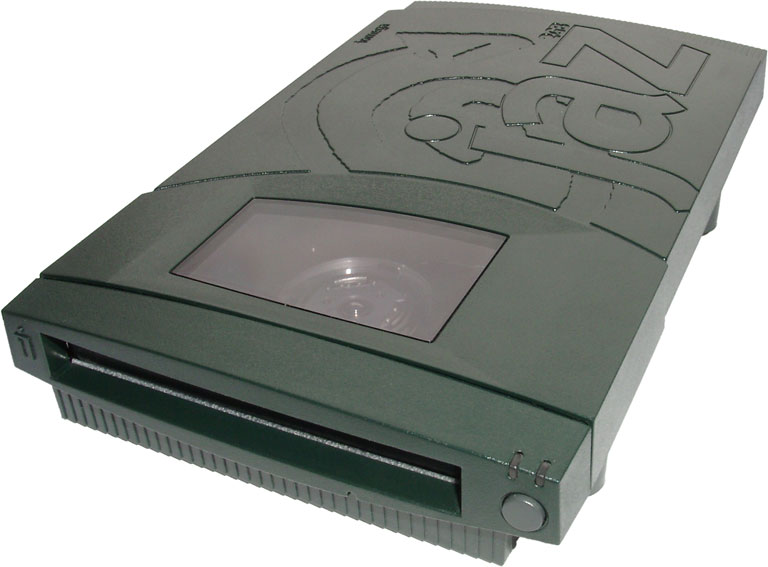
Iomega Jaz (2 GB)
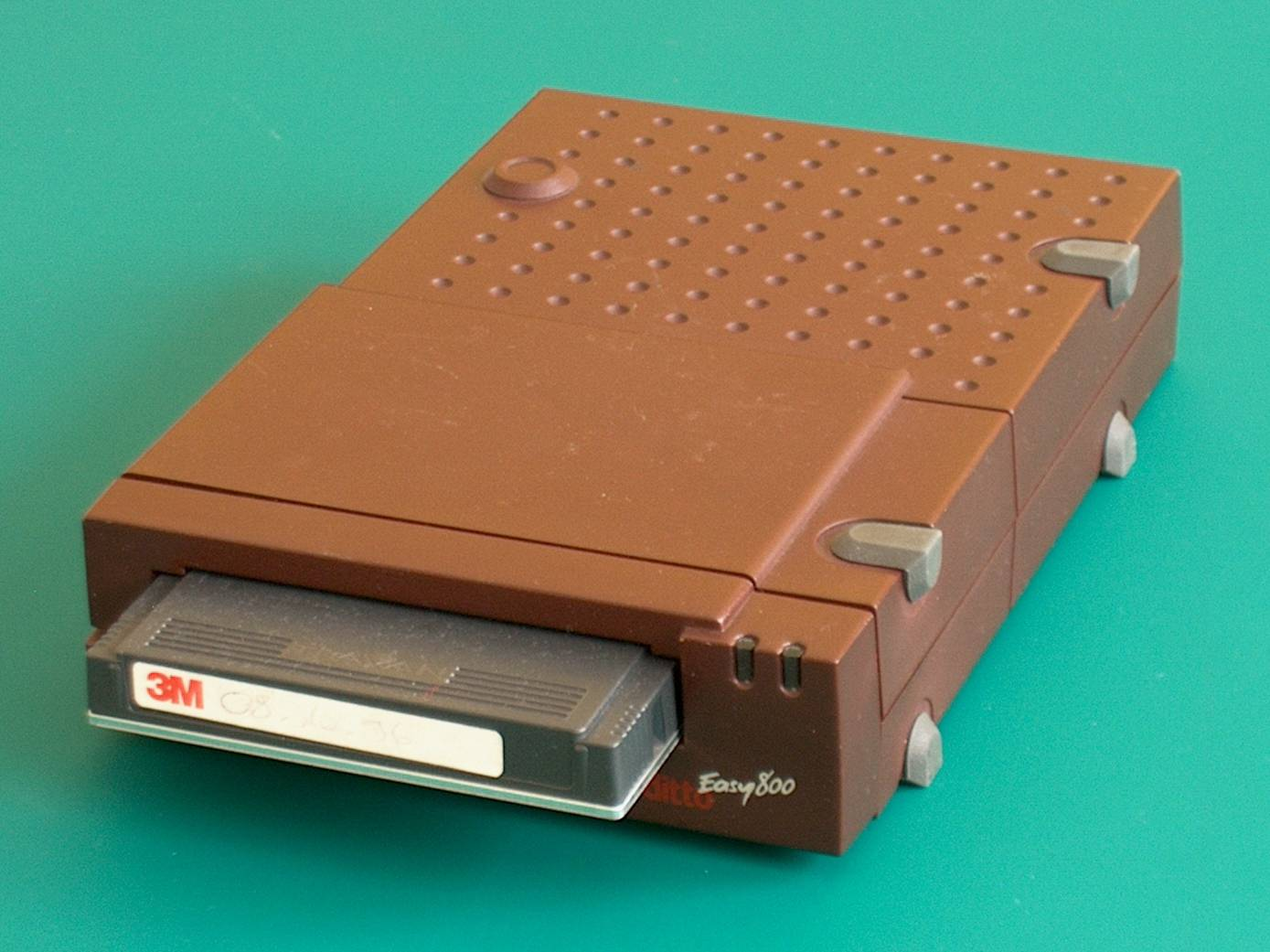
Iomega Ditto (80 MB – 10 GB)
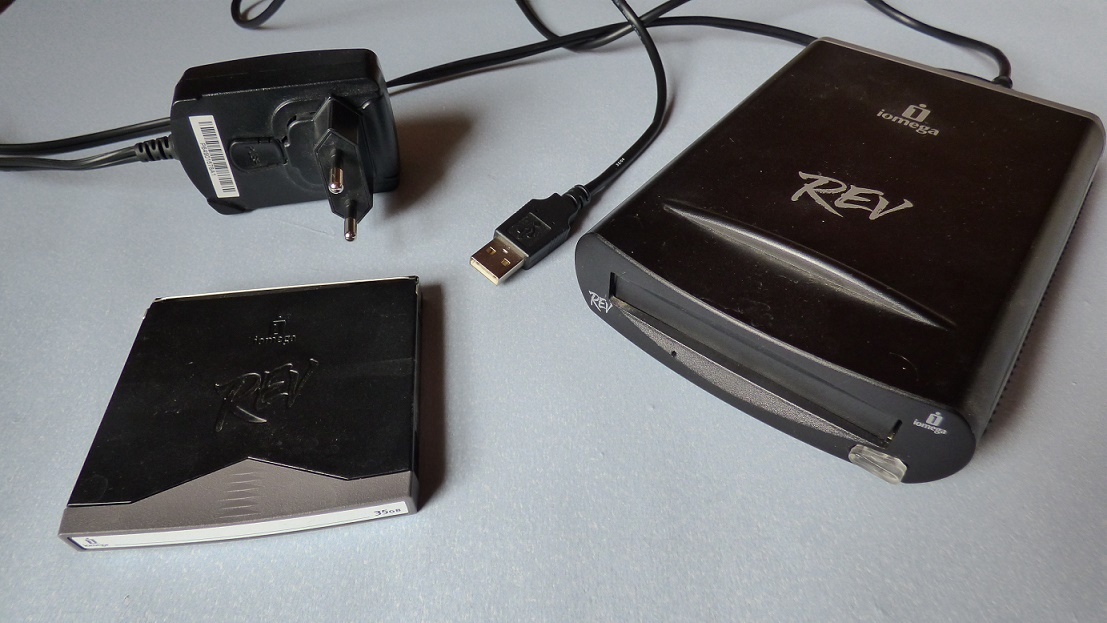
Iomega REV
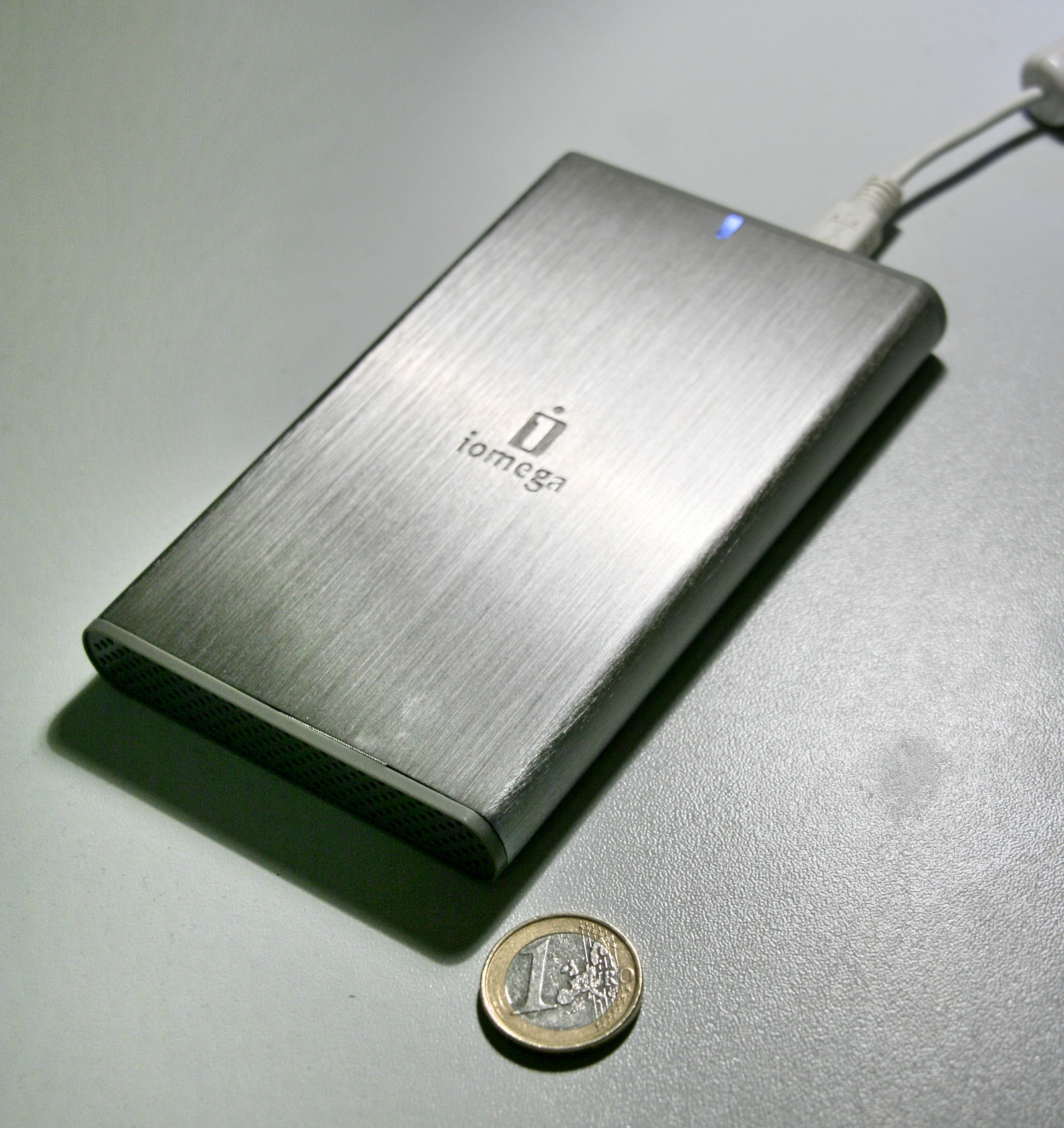
Mobile Festplatte